# Pelochyta guatemalae
Pelochyta guatemalae là một loài bướm đêm thuộc phân họ Arctiinae, họ Erebidae.